# Lijst van voetbalinterlands Amerikaans-Samoa - Tahiti
Deze lijst van voetbalinterlands is een overzicht van alle officiële voetbalwedstrijden tussen de nationale teams van Amerikaans-Samoa en Tahiti. De landen hebben tot op heden vier keer tegen elkaar gespeeld. De eerste ontmoeting, een kwalificatiewedstrijd voor de OFC Nations Cup 1996, werd gespeeld in Nouméa (Nieuw-Caledonië) op 25 november 1994. Het laatste duel, een groepswedstrijd tijdens de Pacific Games 2019, vond plaats op 18 juli 2019 in Apia (Samoa).

## Wedstrijden
| № | Plaats    | Datum            | Competitie                        | Wedstrijd                 | Uitslag |
| - | --------- | ---------------- | --------------------------------- | ------------------------- | ------- |
| 1 | Nouméa    | 25 november 1994 | OFC Nations Cup 1996 kwalificatie | Tahiti − Amerikaans-Samoa | 2 − 1   |
| 2 | Rarotonga | 7 september 1998 | OFC Nations Cup 1998 kwalificatie | Tahiti − Amerikaans-Samoa | 12 − 0  |
| 3 | Papeete   | 6 juni 2000      | OFC Nations Cup 2000 kwalificatie | Tahiti − Amerikaans-Samoa | 18 − 0  |
| 4 | Apia      | 18 juli 2019     | Pacific Games 2019                | Tahiti − Amerikaans-Samoa | 7 − 1   |

## Samenvatting
| Competitie                   | Totaal gespeeld | Winst Am.-Samoa | Gelijk | Winst Tahiti | Doelsaldo Am.-Samoa – Tahiti |
| ---------------------------- | --------------- | --------------- | ------ | ------------ | ---------------------------- |
| OFC Nations Cup-kwalificatie | 3               | 0               | 0      | 3            | 1 − 32                       |
| Pacific Games                | 1               | 0               | 0      | 1            | 1 − 7                        |
| Totaal                       | 4               | 0               | 0      | 4            | 2 − 39                       |